# End SARS
End SARS — централизованное социальное движение и серия массовых протестов против произвола   полиции Нигерии. Лозунг движения призывает к роспуску подразделения SARS (Special Anti-Robbery Squad), печально известного большим количеством злоупотреблений.
Протесты, получившие своё название от этого лозунга, начались в 2017 году как кампания в Твиттере с использованием хэштега #ENDSARS, было заявлено требование правительству Нигерии распустить SARS. В октябре 2020 года после новых разоблачений злоупотреблений массовые демонстрации прошли во всех крупных городах Нигерии, и сопровождались громким возмущением в социальных сетях. Только в Twitter было собрано около 28 миллионов твитов с хэштегом. Протесты солидарности и демонстрации нигерийцев и их сторонников произошли во многих крупных городах мира. Протесты примечательны тем, что в них участвовали молодые нигерийцы.
После нескольких дней протестов генеральный инспектор полиции Нигерии Мухаммед Адаму объявил о роспуске специального отряда по борьбе с грабежом (SARS) по всей стране. На протяжении многих лет полицейские из этого отряда вымогали деньги, запугивали, совершали агрессивные действия в отношении населения, а иногда доходило и до убийств и содомии, что вызывало недовольство жителей Нигерии.
20 октября 2020 года нигерийские полицейские открыли огонь по протестующим в Лагосе. Ранее группа неизвестных преступников атаковала два исправительных учреждения в штате Эдо, освободив сотни заключенных. В связи с этим власти штата приняли решение о введении 24-часового комендантского часа на всей его территории.
23 октября было сообщено, что в Нигерии в ходе беспорядков во время акций протеста погибли, по меньшей мере 69 человек. По словам пресс-секретаря президента Нигерии, среди погибших — 51 обычный гражданин, 11 полицейских и семь солдат. Президент Нигерии Мохаммаду Бухари высказал обеспокоенность в связи с тем, что в результате беспорядков и хаоса погибло много людей, а государственной и частной собственности был причинён большой ущерб.